# Carabhydrus stephanieae
Carabhydrus stephanieae är en skalbaggsart som beskrevs av Watts, Hancock och Remko Leys 2007. Carabhydrus stephanieae ingår i släktet Carabhydrus och familjen dykare. Inga underarter finns listade i Catalogue of Life.